# Bartolomeo II Ghisi
Pour les articles homonymes, voir Ghisi.
Bartolomeo II Ghisi (vers 1300- vers 1341) fut un noble d'origine vénitienne ayant vécu au XIVe siècle, seigneur de Tinos et Mykonos et tiercier de Négrepont.

## Biographie
Il était le fils de Giorgio Ier Ghisi, un descendant d'Andrea Ghisi qui avait conquis les îles au début du XIIIe siècle dans les suites de la quatrième croisade et d'Alice dalle Carceri, héritière d'un tiers de Négrepont.
Il avait un frère cadet, Marino, et probablement au moins une sœur, Filippa, qui reçut la moitié de l'île de Sérifos en dot et épousa un Bragadin.
Son père mourut à la bataille d'Halmyros comme une partie de la noblesse latine de la région ; il était encore mineur car c'est sa mère Alice qui assura la régence. 
Il apparait comme seigneur (donc majeur) à partir de 1315.
Il épousa avant 1320 la fille d'Engilbert de Liederkerque, cousin de la princesse Mathilde de Hainaut et grand connétable de la principauté d'Achaïe titre qu'elle lui transmit.
En tant que connétable il s'impliqua activement dans les affaires de la principauté : il fut capturé par les Grecs du despotat de Morée, à l'occasion de la bataille de Saint-Georges, à l'été-automne 1320 en portant secours au château Saint-Georges assiégé au cours d'une offensive d'Andronic Asen. Il était à nouveau libre avant mai 1321,.
En tant que tiercier de Négrepont il fut impliqué dans les conflits entre les Catalans du duché d'Athènes et Venise ; il est ainsi mentionné à partir de 1317 dans les négociations et traités conclus dans ce cadre.
Il se rapprocha néanmoins des Catalans au début de 1327, mariant son fils unique Giorgio avec la fille d'Alphonse Frédéric, ce qui lui valut une réprimande de la part de Venise. C'est probablement dans le cadre de ce rapprochement qu'il acquit des Catalans le château de Saint-Omer à Thèbes.
Il est mentionné vivant pour la dernière fois en 1341, dans une demande adressée en juillet 1341 au doge en vue de l'achat d'une galère, qu'il avait convenu avec Niccolo Sanudo d'armer conjointement pour défendre Négrepont contre les attaques turques.